# Самойлова Юлія Олегівна
Ю́лія Оле́гівна Само́йлова (нар. 7 квітня 1989, Ухта, республіка Комі АРСР, РРФСР, СРСР) — російська співачка.

## Біографія
Народилася в республіці Комі (Комі АРСР), місто Ухта. З дитинства брала участь в різних конкурсах як місцевого, так і міжнародного рівня. Ось найбільш яскраві досягнення Юлії в дитячому та підлітковому віці:
- 2002 рік — Лауреат регіонального конкурсу «Срібне копитце — 2002» — I місце. У дитячій номінації до 13 років. Місто Інта.
- 2003 рік — Всеросійський фестиваль «На крилах мрії», м. Москва.
- 2003 рік — регіональний конкурс «Срібне копитце — 2003» — II місце (від 14 до 18 років) м. Інта
- 2005 рік — відкритий міжрегіональний конкурс «Весняна капель» вікова група до 30 років. Лауреат I місця і Приз глядацьких симпатій, м. Муром.
- 2005 рік — Всеросійський конкурс «ШЛЯГЕР — 2005» лауреат II місця, м. Єкатеринбург
- 2006 рік — Міжнародний Конкурс-Фестиваль Роза Вітрів — І місце. Єгипет, м. Хургада.

Юлія Самойлова також брала участь у створенні важкої альтернативної музики. У 2008 році, навесні, заснувала групу «TerraNova». Група проіснувала до 2010 року, записавши 6 композицій. За межами республіки Комі група відомою не стала.
Велику популярність, як у Росії, так і за її межами, Юлія отримала після того, як стала фіналісткою третього сезону проекту Алли Пугачової «Фактор А», який проходив з 9 лютого по 21 квітня 2013 року на каналі «Росія 1». Алла Борисівна Пугачова відзначила Юлію премією «Золота Зірка Алли». Ця нагорода — знак особистого визнання Примадонни російської естради.
Ось найяскравіші досягнення в період із 2012 року:
- 2012—2013 роки — «Нова Ухта», «ГРАН-ПРІ» м. Ухта.
- 2013 рік — Російський телевізійний конкурс «Фактор А» 2 місце. м. Москва
- 2013 рік — Володарка нагороди «Золота Зірка Алли».
- 2014 рік — Володарка «V національної премії імені Олени Мухіної» в номінації «Нескорена Нота».
- 2014 рік — Участь в Урочистій церемонії відкриття Зимових Паралімпійських ігор 2014.

До 2014 року записані дві композиції «Лайт» (слова: Самойлова Юлія, музика: Самойлова Юлія), «Новий День» (Слова: Костянтин Арсєнєв, Музика: Олександр Яковлєв). Також записаний один дует з Юрієм (Гошею Куценком) — «Комета» (Слова: Юрій Куценко, музика: Юрій Куценко). Цей дует включений у другий альбом Юрія Куценка.
Юлія Самойлова з дитинства, пересувається на інвалідному візку і має першу групу інвалідності за спадковим захворюванням. У 13 років їй був поставлений діагноз спинальна аміотрофія Вердинга — Гофмана.
Також Юлія Самойлова є переможцем внутрішнього конкурсу, проведеного Першим каналом, за результатами якого начебто стала представником Росії на конкурсі пісні «Євробачення-2017» в Києві з композицією «Flame Is Burning» (автор музики і слів Леонід Гуткін).

## Ситуація із Євробаченням-2017
Самойлова відвідувала окупований Російською Федерацією Крим, всупереч законодавства України. Це підтвердили в Росії. Антон Геращенко опублікував свою версію на своїй сторінці в Facebook, де назвав висунення Юлії зрежисованим, оскільки в Кремлі знали про відвідини співачкою окупованого Криму.
Супервайзер «Євробачення» Юн Ула Санн повідомив на прес-конференції, що приймуть будь-які рішення України і що рішення пускати чи не пускати росіянку в Україну буде залежати лише від України. В'ячеслав Кириленко тоді ж оголосив, що «ситуація з Самойловою потребує додаткового вивчення, чим українські служби зараз і займаються».

### Події навколо заборони
Європейська мовна спілка запропонувала російському телеканалу «Первый канал» транслювати виступ Юлії Самойлової через супутникове телебачення, що технічно є цілком можливим. Однак представники Росії відмовилися від цієї пропозиції.

## Про офіційну заборону в'їзду на територію України
22 березня 2017 року Служба безпеки України прийняла офіційне рішення про заборону в'їзду Юлії Самойловій на територію України на три роки, зважаючи на антизаконне відвідування нею анексованої території Криму.